# Espenschied (Lorch)
Espenschied ist ein Ortsteil der Stadt Lorch im südhessischen Rheingau-Taunus-Kreis. Für die ehemals selbständige Gemeinde Espenschied besteht ein eigener Ortsbezirk mit Ortsbeirat.

## Geographie
Espenschied liegt über dem Wispertal auf einer Höhe von rund 400 m im westlichen Hintertaunus. Die einzige Zufahrtsstraße, die L 3031, führt von der Laukenmühle im Wispertal aus Süden kommend, weiter über die Hessische Landesgrenze nach Welterod und Strüth im Rhein-Lahn-Kreis.

## Geschichte

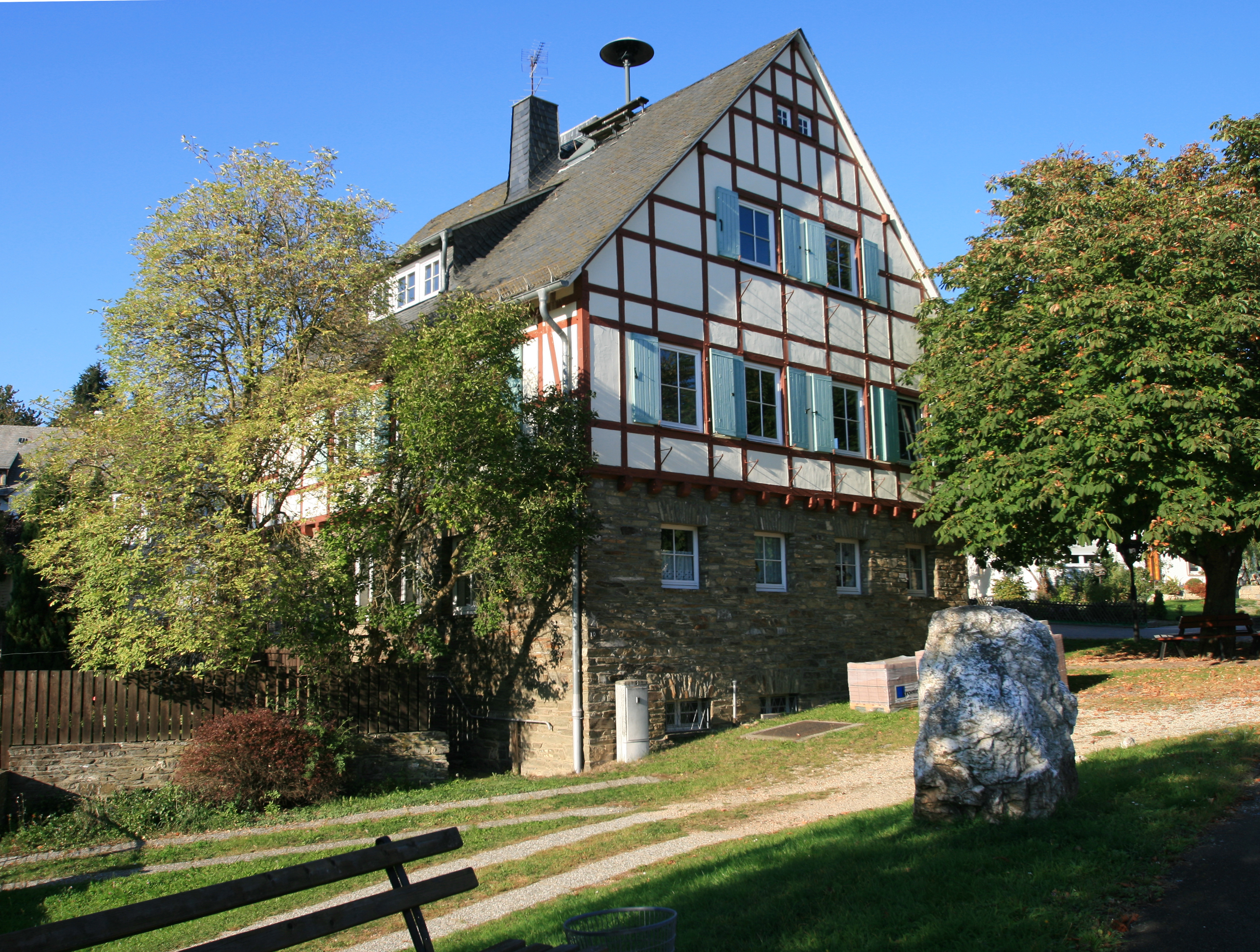
Gemeindehaus von 1948

### Überblick
Das Bestehen des Ortes kann als villa Espelscheid bis in das Jahr 1187 urkundlich zurückverfolgt werden. Im 12. Jahrhundert besaßen hier die Rheingrafen einen Hof. Von 1165 bis 1183 kam er pfandweise an die Grafen von Nassau. Im 13. Jahrhundert hatten die Herren von Eppstein vorübergehend Besitz in Espenschied – wahrscheinlich als Mainzer Lehen. Seit dem 14. Jahrhundert war Espenschied Teil der Herrschaft Lauksburg und nur über Lehnsbande mit dem Erzstift Mainz verbunden. Als weitgehend selbständige Herrschaft war es bis 1508 in den Händen der Herren von Greiffenklau und gelangte dann an die Herren von Heuchelheim. Nach dem Tode Sebastians von Heuchelheim 1575 wurde Espenschied als erledigtes Lehen eingezogen und dem kurmainzischen Amt Lorch zugewiesen. Seitdem teilte Espenschied die Geschichte des Rheingaus.
Espenschied war von 1974 bis 2014 als Luftkurort staatlich anerkannt. Heute ist der Ort als Erholungsort eingestuft.

### Hessische Gebietsreform
Im Zuge der Gebietsreform in Hessen wurde die bis dahin selbständige Gemeinde Espenschied zum 1. Januar 1977 zugleich mit den Gemeinden Ransel und Wollmerschied kraft Landesgesetz in die Stadt Lorch eingegliedert. Für alle nach Lorch eingegliederten Gemeinden sowie für die Kernstadt wurden Ortsbezirke mit Ortsbeirat und Ortsvorsteher nach der Hessischen Gemeindeordnung gebildet.

### Bevölkerung
Einwohnerstruktur 2011
Nach den Erhebungen des Zensus 2011 lebten am Stichtag dem 9. Mai 2011 in Espenschied 270 Einwohner. Darunter waren 6 (2,2 %) Ausländer. 
Nach dem Lebensalter waren 45 Einwohner unter 18 Jahren, 99 zwischen 18 und 49, 60 zwischen 50 und 64 und 60 Einwohner waren älter. Die Einwohner lebten in 129 Haushalten. Davon waren 39 Singlehaushalte, 45 Paare ohne Kinder und 33 Paare mit Kindern, sowie 9 Alleinerziehende und 3 Wohngemeinschaften. In 30 Haushalten lebten ausschließlich Senioren und in 84 Haushaltungen lebten keine Senioren.
Einwohnerentwicklung
- 1687: 8 Herdstellen[1]
- 1781: 43 Herdstellen[1]

| Espenschied: Einwohnerzahlen von 1834 bis 2011 | Espenschied: Einwohnerzahlen von 1834 bis 2011 | Espenschied: Einwohnerzahlen von 1834 bis 2011 | Espenschied: Einwohnerzahlen von 1834 bis 2011 | Espenschied: Einwohnerzahlen von 1834 bis 2011 |
| --- | ---------------------------------------------- | ---------------------------------------------- | ---------------------------------------------- | ---------------------------------------------- |
| Jahr |                                                |                                                |                                                | Einwohner                                      |
| 1834 | 1834                                           |                                                | 270                                            | 270                                            |
| 1840 | 1840                                           |                                                | 273                                            | 273                                            |
| 1846 | 1846                                           |                                                | 297                                            | 297                                            |
| 1852 | 1852                                           |                                                | 344                                            | 344                                            |
| 1858 | 1858                                           |                                                | 324                                            | 324                                            |
| 1864 | 1864                                           |                                                | 310                                            | 310                                            |
| 1871 | 1871                                           |                                                | 293                                            | 293                                            |
| 1875 | 1875                                           |                                                | 298                                            | 298                                            |
| 1885 | 1885                                           |                                                | 300                                            | 300                                            |
| 1895 | 1895                                           |                                                | 267                                            | 267                                            |
| 1905 | 1905                                           |                                                | 262                                            | 262                                            |
| 1910 | 1910                                           |                                                | 265                                            | 265                                            |
| 1925 | 1925                                           |                                                | 230                                            | 230                                            |
| 1939 | 1939                                           |                                                | 472                                            | 472                                            |
| 1946 | 1946                                           |                                                | 417                                            | 417                                            |
| 1950 | 1950                                           |                                                | 363                                            | 363                                            |
| 1956 | 1956                                           |                                                | 299                                            | 299                                            |
| 1961 | 1961                                           |                                                | 300                                            | 300                                            |
| 1967 | 1967                                           |                                                | 360                                            | 360                                            |
| 1970 | 1970                                           |                                                | 351                                            | 351                                            |
| 1980 | 1980                                           |                                                | ?                                              | ?                                              |
| 1990 | 1990                                           |                                                | ?                                              | ?                                              |
| 2000 | 2000                                           |                                                | ?                                              | ?                                              |
| 2011 | 2011                                           |                                                | 270                                            | 270                                            |
| Datenquelle: Historisches Gemeindeverzeichnis für Hessen: Die Bevölkerung der Gemeinden 1834 bis 1967. Wiesbaden: Hessisches Statistisches Landesamt, 1968. Weitere Quellen: ; Zensus 2011 |                                                |                                                |                                                |                                                |

Konfessionsstatistik
| • 1885: | 07 evangelische (= 2,33 %), 293 katholische (= 97,67 %) Einwohner  |
| • 1961: | 34 evangelische (= 11,33 %), 266 katholische (= 88,67 %) Einwohner |

## Wappen
Am 2. September 1965 wurde der Gemeinde Espenschied im damaligen Rheingaukreis, Regierungsbezirk Wiesbaden, ein Wappen mit folgender Blasonierung verliehen: In Schwarz eine goldene, mit roten und blauen Steinen belegte Inful, begleitet von drei goldenen Espenblättern (2:1).

## Kultur und Sehenswürdigkeiten

### Bauwerke

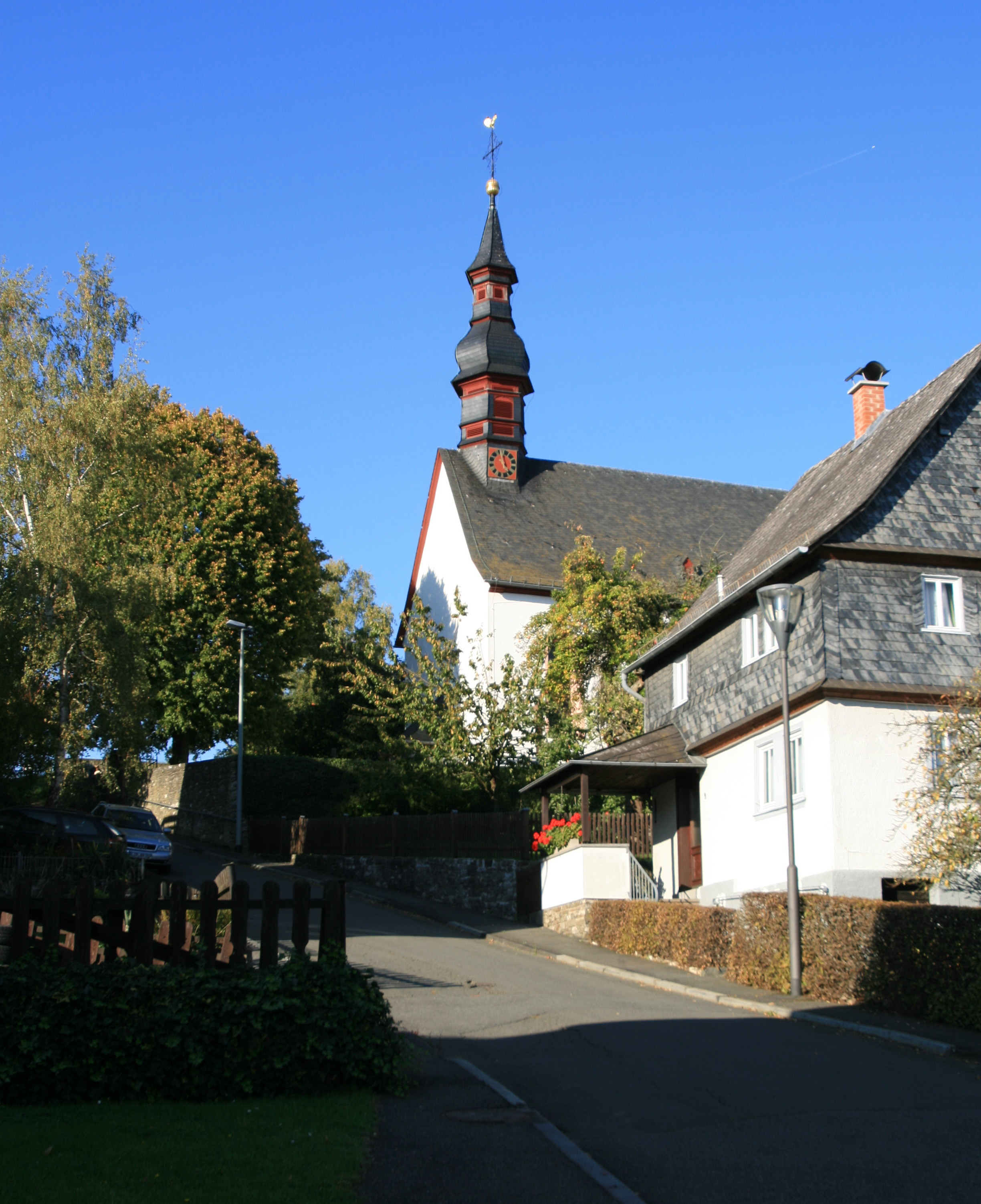
St. Nikolaus Espenschied

Die St. Nikolauskirche ist eine Filiale der Pfarrei Heilige Elisabeth von Schönau im Bistum Limburg. Die Saalkirche aus den Jahren 1746–1748 zeichnet sich durch einen markanten Dachreiter aus. Der Hochaltar stammt aus dem 1. Viertel des 18. Jahrhunderts, während zwei Seitenaltäre und die Kanzel aus der Bauzeit stammen. Unter den barocken Holzfiguren befinden sich mehrere Werke, die der Werkstatt von Martin Biterich und dessen Sohn Johann Georg Bitterich zugeschrieben werden.
Weitere denkmalgeschützte Bauwerke sind in der Liste der Kulturdenkmäler in Lorch (Rhg) Stadtteil Espenschied  beschrieben.

### Familienverband Espenschied
Es gibt seit 1954 einen Familienverband Espenschied, der seinen Namen von dem Ort Espenschied ableitet und in Espenschied regelmäßige Familientreffen abhält.

### Rundwanderweg
Seit 2009 ist Espenschied Startpunkt des Rundwanderweges Wispertalsteig.

## Verkehr
Espenschied liegt an der Landesstraße 3031.
Es gibt nur wenige reguläre Busfahrten an Schultagen von und nach Espenschied. Zwei Ruftaxis stellen Verbindungen nach Lorch bzw. nach Kemel (mit Anschluss nach Wiesbaden) sicher. Die Kinder aus Espenschied besuchen Schulen in Rheinland-Pfalz und werden mittels Schulbus nach Nastätten gebracht.